# Albrecht Mayer (Richter)
Albrecht Mayer (* 2. August 1912 in Künzelsau; † 4. Mai 1995) war ein deutscher Jurist und Richter am Bundesgerichtshof.

## Leben
Mayer, Sohn des gleichnamigen Bankiers aus Künzelsau und katholischer Konfession, studierte Rechtswissenschaften in Würzburg und Tübingen. Er war Mitglied der katholischen Studentenverbindungen KDStV Markomannia Würzburg und AV Guestfalia Tübingen, beide im CV.  Er legte 1936 die erste Staatsprüfung ab und war dann bis 1939 als kaufmännischer Angestellter tätig. Er leistete von 1940 bis 1945 Kriegsdienst und war danach bis 1948 in Kriegsgefangenschaft in der Sowjetunion.
Nach der zweiten juristischen Staatsprüfung 1951 war er als Gerichtsassessor bei der Staatsanwaltschaft Heilbronn und beim Landgericht Heilbronn tätig. 1954 wurde er zum Landgerichtsrat ernannt. Von 1958 bis 1966 war er beim Oberlandesgericht Stuttgart als Oberlandesgerichtsrat und ab 1962 als stellvertretender Senatsvorsitzender tätig.
Er war von 1966 bis 1978 Richter am Bundesgerichtshof und ab 1971 stellvertretender Senatsvorsitzender. 1978 trat er in den Ruhestand.